# Pelham Racquet Club Women's $25K Pro Circuit Challenger 2011
Il Pelham Racquet Club Women's $25K Pro Circuit Challenger 2011 è stato un torneo di tennis facente parte della categoria ITF Women's Circuit nell'ambito dell'ITF Women's Circuit 2011. Il torneo si è giocato a Pelham (Alabama) negli USA dal 28 marzo al 3 aprile 2011 su campi in terra rossa e aveva un montepremi di $25,000.

## Vincitori

### Singolare
Marina Eraković ha battuto in finale  Renata Voráčová con il punteggio di 6–4, 2–6, 6–1

### Doppio
Līga Dekmeijere /  Marie-Ève Pelletier hanno battuto in finale  Kimberly Couts /  Heidi El Tabakh con il punteggio di 2–6, 6–4, [12-10]